# 伍文琯
伍文琯，廣東省廣州府順德縣人，清朝政治人物、同進士出身。
光緒十六年（1890年），参加光緒庚寅科殿試，登進士三甲19名。光緒十八年五月，改翰林院庶吉士。光緒二十一年四月，散館，著以知县即用，授四川儀隴縣知縣。